# August von Ammon
Friedrich August von Ammon (Göttingen, 10 de setembro de 1799 – 18 de maio de 1861) foi um cirurgião e oftalmologista alemão. Filho do teólogo Christoph Friedrich von Ammon (1766–1850). 
Estudou medicina na Universidade de Göttingen e na Universidade de Leipzig, e seguindo uma carreira educacional pela Alemanha e até Paris, estabeleceu-se em Dresden em 1823 como médico. Em 1837 oi nomeado médico real de Frederico Augusto II da Saxônia.
Conhecido por seu trabalho sobre oftalmologia, foi instrumental em tornar Dresden um centro de aprendizado sobre oftalmologia. Fundou em 1830 o Zeitschrift für die Ophthalmologie.

## Publicações selecionadas

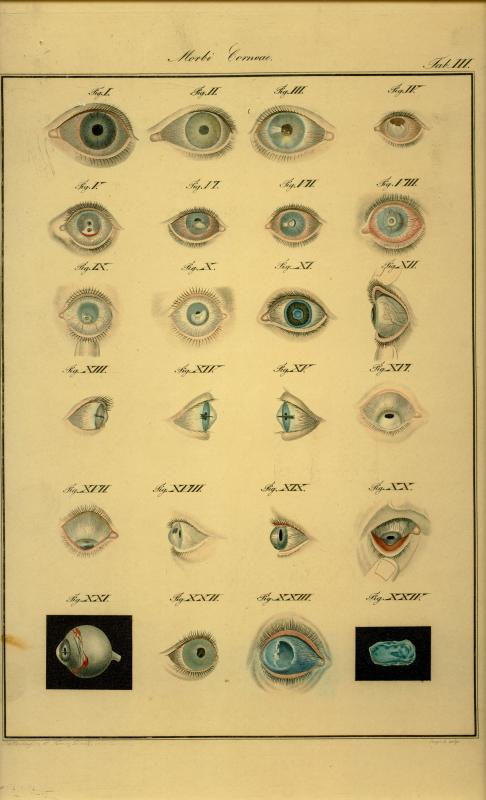
Uma página de Klinische Darstellung

- De genesi et usu maculae luteae in retina oculi humani obviae, (Weimar 1830)
- Die Erkenntniss und die Behandlung der asiatischen Cholera : mit Berücksichtigung der durch Leichenöffnungen gewonnenen Aufklärungen über das Wesen dieser Krankheit und mit einem Verzeichnisse der bei Behandlung derselben erprobten und vorgeschlagenen Heilmittel und Heilformeln versehen. Walther, Dresden 3rd edition 1831 Digital edition by the University and State Library Düsseldorf
- De physiologia tenotomiae (The physiology of tenotomy), (Dresden 1837)
- Klinische Darstellung der Krankheiten und Bildungsfehler des menschlichen Auges etc. (Berlin 1838–1847, four volumes) - Clinical presentation of diseases and malformations of the human eye.
- Die Behandlung des Schielens durch den Muskelschnitt, (Berlin 1840) - Treatment of squinting.
- De Iritide, (Berlin, 1843) - Treatise on iritis.
- Illustrierte pathologische Anatomie der menschlichen Kornea, Sklera, Choroidea und des optischen Nerom, (hrsg. von Warnatz, Leipzig 1862) - Illustrated pathological anatomy of the cornea, sclera, choroid and the optic nerve.
- Die angebornen chirurgischen Krankheiten des Menschen (Berlin, 1839–1842) - Innate surgical diseases of humans.
- Die plastische Chirurgie, (with Moritz Baumgarten, Berlin, 1842) - On plastic surgery.